# A beszélő fej
A beszélő fej (The Telltale Head) a Simpson család amerikai animációs sorozat egyik epizódja, amelyet eredetileg 1990. február 25-én mutattak be. Magyarországon  a TV3 sugározta először, 1998. szeptember 22-én.

## Cselekménye
Bart összebarátkozik az iskolájuk bunkóival, akik azt hajtogatják, hogy milyen menő lenne, ha valaki levágná a fejét Springfield alapítójának  Jebediah Springfield szobráról. Amikor ezt Bart megteszi, az egész város megijed. Bart elmondja családjának, hogy mit tett.